# Filialkirche St. Laurentius (St. Lorenzen)

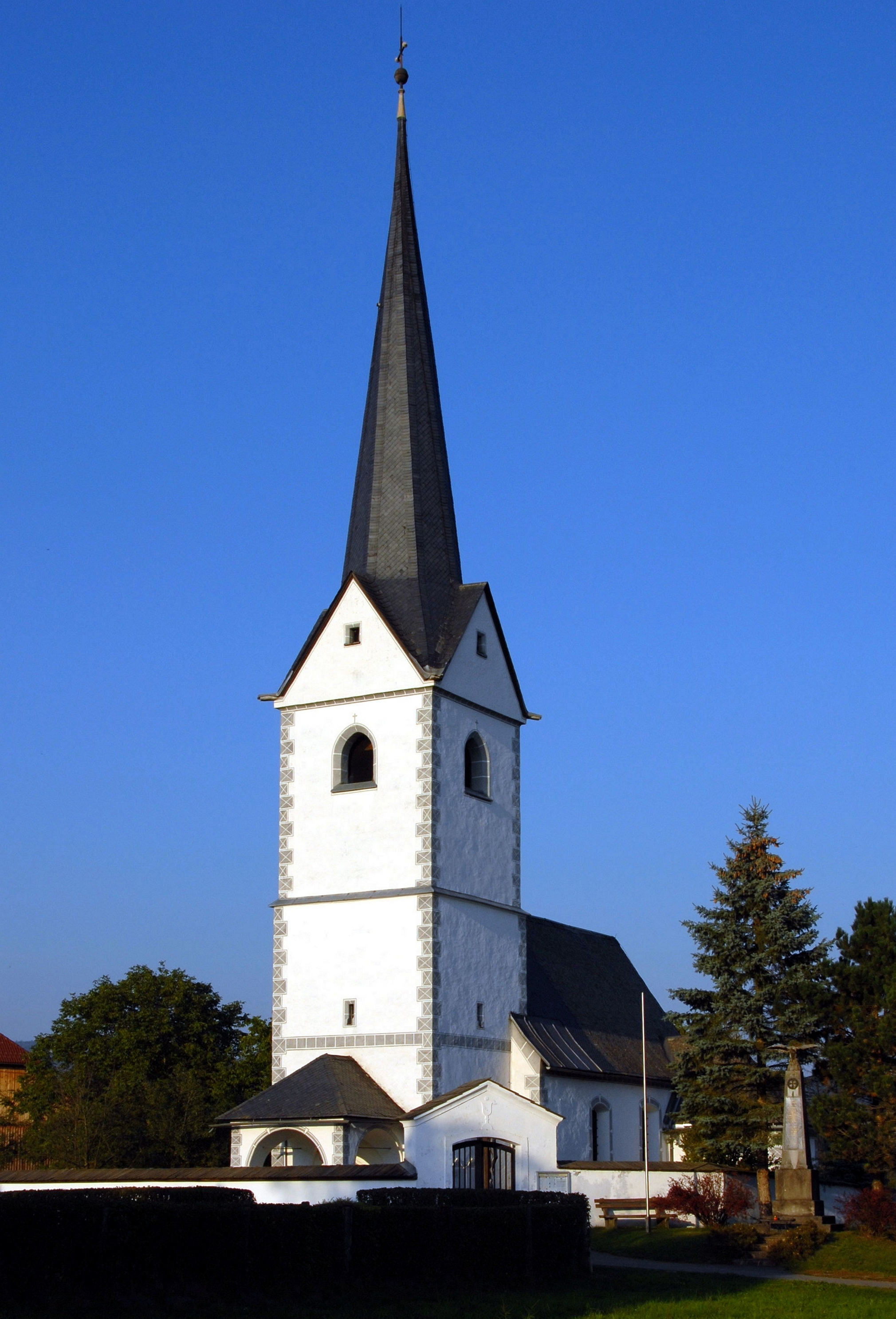
Filialkirche hl. Laurentius mit Umfassungsmauer

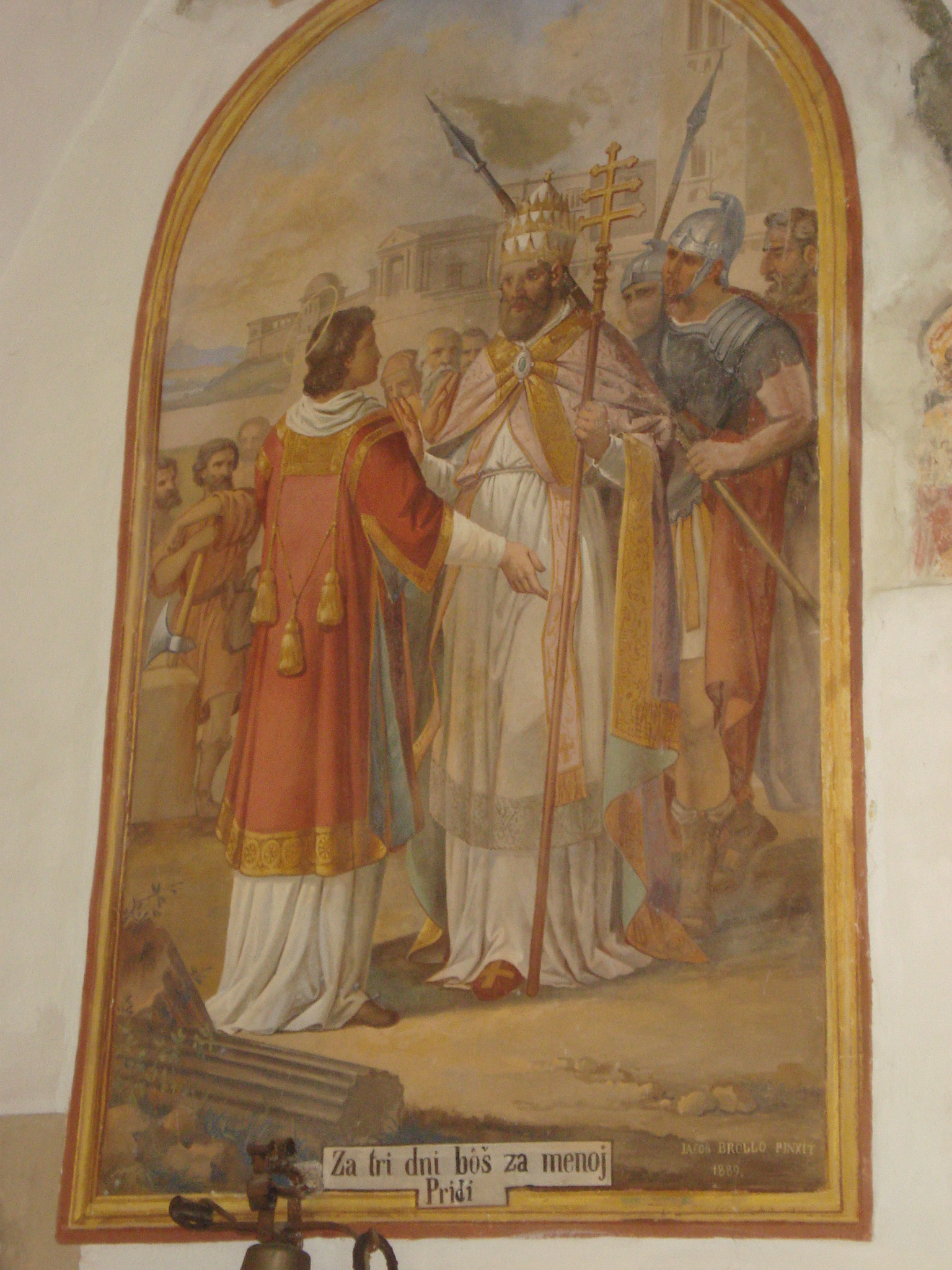
Der Abschied des Laurentius von Jacob Brollo mit slowenischer Inschrift

Die Filialkirche heiliger Laurentius (slow.: Šentlovrenc) ist eine Filialkirche der Pfarrkirche St. Thomas am Zeiselberg (slow.: Šenttomaž nad Celovcem) und befindet sich in St. Lorenzen (Šentlovrenc) (Marktgemeinde Magdalensberg (Štalenska Gora), Kärnten).

## Äußeres
Die Kirche wurde 1261 erstmals urkundlich erwähnt. Sie ist im Kern romanisch, die Mauern des Langhauses und der Chor sind gotisch. Der Bau wurde im 18. und 19. Jahrhundert umgebaut. 1994 wurde die Kirche restauriert. Der mächtige Westturm ist spätgotisch und stammt aus dem frühen 16. Jahrhundert. Seine Schallöffnungen sind spitzbogig, der Spitzhelm ist achtseitig. An der Westseite befindet sich eine Vorlaube, die auf Pfeilern ruht und kreuzgratgewölbt ist. Das Westportal ist kielbogig und führt in das Turmerdgeschoß. Dieses besitzt ein spätgotisches Sterngewölbe, zum Langhaus hin führt eine spitzbogige Arkade.
Am Torbogen über dem Eingang der die Kirche umgebenden Friedhofsmauer stand bis in die 1980er Jahre die slowenische Inschrift Bog jim daj sveti mir in pokoj (Gott gebe ihnen den heiligen Frieden und Ruhe), die zuvor übermalt worden war, zuletzt manuell entfernt.

## Inneres
Das Langhaus, bis dahin flachgedeckt, wurde vor 1889 kreuzgratgewölbt und erhielt eine Empore. Der Triumphbogen ist rundbogig. Der Chor ist gleich breit wie das Langhaus und besitzt einen 5/8-Schluss und ist kreuzrippengewölbt. Im Ostfenster des Altarraumes wurden 1994 gotische Maßwerkscheiben gefunden. An der Stufe zum Chorraum befindet sich ein karolingischer Ornamentstein. Im Boden eingelassen sind Fragmente römerzeitlicher Grabinschriften.
Das Innere wurde im 19. Jahrhundert ausgemalt. Ein Bild zeigt den heiligen Laurentius vor dem Papst mit der slowenischen Inschrift Za tri dni za boš za menoj pridi (In drei Tagen wirst du mir folgen) und ist vom friulanischen Wandermaler Jacob Brollo 1889 gezeichnet. Das Langhausgewölbe zeigt die Himmelfahrt des heiligen Laurentius. Im Chor befinden sich Fresken der Verkündigung und der Anbetung, die 1979 freigelegt wurden.

## Kulturgeschichtliche Bedeutung
Die kulturgeschichtliche Bedeutung der Malerei, des in der Tradition der Präraffaeliten wirkenden Wandermalers aus Friaul Jacob Brollo, rührt einerseits aus der Tatsache, dass Brollo vor allem im slowenischen Sprachraum tätig war und in der heutigen Gemeinde Magdalensberg ursprünglich vier Kirchen ausgemalt hat, die unmittelbar eine Relevanz für das slowenische Kulturleben haben (neben den beiden erhaltenen Bildensembles malte er auch die Pfarrkirche St. Thomas am Zeiselberg / Šentomaž und nach Überlieferung auch die Filialkirche St. Margarethen / Šmarjeta aus). In der Filialkirche von Sankt Lorenzen / Šentlovrenc ist insb. ein Gemälde mit einer slowenischen Inschrift erhalten. Er auch die Kirche von Sankt Martin am Freudenberg / Šentmartin pri Timenici aus. Wiewohl dort die Inschriften auf Deutsch sind (was wohl auf die Herrschaft von Freudenberg zurückzuführen ist), sind am Eingang die Slawenapostel Kyrill und Method abgebildet. Die Pfarre selbst war zur gegebenen Zeit eine vornehmlich bis ausschließlich slowenische Pfarre der Diözese Gurk. Im Übrigen weist das Vorhandensein des Flechtwerksteins aus karantanischer Zeit sowie die Tatsache, dass in Sankt Lorenzen / Šentlovrenc und den umgebenden Dörfern Hollern / Bezovje, Schöpfendorf / Ovšje und Zinsdorf / Svinča vas eine eigene, zunächst karantanische, später slowenische Edlinger-Gerichtsbarkeit hatten, auf die Ancienität der slawisch / slowenischen sprachlichen und kulturellen Kontinuität in der Gemeinde hin.

## Einrichtung
Der Hochaltar stammt aus der Mitte des 19. Jahrhunderts. Er trägt eine Statue des heiligen Laurentius aus dem 19. Jahrhundert zwischen barocken Engeln. Der Aufsatz zeigt die kniende Maria Immaculata.
Der linke Seitenaltar (etwa 1710) trägt ein Gemälde mit dem Unterricht Mariens aus dem 19. Jahrhundert, ein barockes Aufsatzbild (hl. Barbara) und auf dem Altartisch eine Mondsichelmadonna aus der Villacher Werkstätte des Altärchens von Baierberg von 1520 bis 1525. Der rechte Seitenaltar stammt aus dem Ende des 17. Jahrhunderts und trägt eine Statue des heiligen Oswald von 1500/1510 und ein Aufsatzbild des heiligen Leonhard sowie die slowenische Inschrift sveti Ožbolt (Hl. Oswald). Die Kanzel ist barock.
Der Flügelschrein trägt eine Figur des heiligen Laurentius aus der Zeit um 1500. Die bemalten Flügel stammen von 1520/1530. Die Innenseiten zeigen die Heiligen Katharina und Barbara, die Außenseite die Verkündigung: links der Engel, rechts Maria. Die Standflügel zeigen den heiligen Georg und den heiligen Florian. Die Gemälde stammen aus der jüngeren Villacher Werkstätte und sind das einzige gesicherte Beispiel dieser Werkstätte aus den 1520er Jahren.

## Belege
- Dehio-Handbuch Kärnten. 3. Auflage, Anton Schroll, Wien 2001, ISBN 3-7031-0712-X, S. 757f
- Wilhelm Wadl: Magdalensberg: Natur – Geschichte – Gegenwart. Gemeindechronik, Verlag Johannes Heyn, Klagenfurt 1995, ISBN 3-85366-812-7.
- Enciklopedija Slovenije (Band A-Ca. - 1987. - XVII, 421 str. - 30.000 izv. OCLC 468393318), Eintrag 'Jakob Brollo'
- Katja Sturm-Schnabl, Kulturno življenje v fari Št. Tomaž od začetka 20. stoletja do nemške okupacije (Das [slowenische] Kulturleben in der Pfarre St. Thomas vom Beginn des 20. Jahrhunderts bis zur deutschen Okkupation), in: Koroški koledar 2009, Drava, Celovec 2008, S. 139–156.
- Franz Glaser (Hg.), Kelten, Römer, Karantaner, Kunstgeschichte Kärntens, Carinthia Verlag, Klagenfurt 1998.
- M. Mitrović: Geschichte der slowenischen Literatur, Von den Anfängen bis zur Gegenwart, Aus dem Serbokroatischen übersetzt, redaktionell bearbeitet und mit ausgewählten Lemmata und Anmerkungen ergänzt von Katja Sturm-Schnabl, Hermagoras, Klagenfurt / Celovec 2001
- Theodor Domej, Die Slowenen in Kärnten und ihre Sprache mit besonderer Berücksichtigung des Zeitalters 1740 bis 1848. Phil Diss. Universität Wien 1986, VII, 562 S.